# Lijst van rederijkerskamers
De rederijkerskamers waren bijzonder talrijk in de 14de tot 17de eeuw. Dit waren ze zowel in de Noord-Nederlandse provincies als in Vlaanderen, Brabant, Limburg en Frans-Vlaanderen. Een paar bestonden zelfs als Chambre de Rhérorique in Henegouwen.

## Algemeen overzicht
De meeste kamers hielden stand, ook na de grote succesperiode die ten einde liep in de zeventiende eeuw. In de achttiende eeuw was er zelfs een heropleving en ontstonden nieuwe rederijkerskamers.
Een aantal kamers verdween onvermijdelijk in de loop der tijden, maar andere hielden stand of werden in de loop van de 19de of 20ste eeuw opnieuw tot leven gebracht.
In de 19de en 20ste eeuw beperkte de geschiedschrijving over de afzonderlijke rederijkerskamers zich, voor de meesten onder hen, voornamelijk tot eerder schaarse studies of berichten in plaatselijke heemkundige tijdschriften.
In 2004 kwamen twee repertoria tot stand die een algemeen overzicht boden van de kamers die ooit bestaan hebben over de periode 1400-1650. Het ene overzicht, opgemaakt door Arjan Van Dixhoorn, repertorieerde alle Noord-Nederlandse kamers die hij op het spoor was gekomen. Het andere, opgemaakt door Anne-Laure Van Bruaene, deed hetzelfde voor de Zuidelijke Nederlanden. Beide lijsten werden tot een gezamenlijke lijst versmolten en gepubliceerd op de elektronische pagina's van de Digitale Bibliotheek voor de Nederlandse Letteren (dbnl).
Het valt op dat van heel wat kamers het bestaan werd genoteerd zonder dat echter (al dan niet voorlopig) hun naam werd teruggevonden. Hier en daar laten meer recente berichten op het internet toe om hierbij aanvullingen te doen.
Op de dbnl werd als volgorde, na de lijst van degenen die vermeld werden met naam onbekend, de hoofdletter van het voornaamste woord in de naam van de kamers aangenomen voor de alfabetische volgorde.
In de onderstaande lijst werd anders te werk gegaan. De lijst werd ingedeeld per land (Nederland - België - Frankrijk) en binnen elke lijst vermeld in alfabetische volgorde van de gemeenten waar zich een rederijkerskamer bevond of bevindt. De lijst van de dbnl werd aangevuld met bijkomende namen die in andere bronnen werden aangetroffen. Hierbij werden onder meer rederijkerskamers vermeld die na 1650, tot in de 19de en 20ste eeuw, tot stand kwamen.
Er werd meteen ook verwezen naar de artikels binnen Wikipedia die een van de geciteerde rederijkerskamers behandelt. Het is meteen duidelijk dat het slechts om enkele kamers gaat en de geschiedenis van de overgrote meerderheid nog braakliggend terrein is, zowel voor de geschiedschrijving betreffende deze kamers als in ieder geval voor de neerslag ervan op Wikipedia.
De hiernavolgende kamers van Retorica bestonden destijds of bestaan nog steeds, na heroprichting. Daar waar hij bekend is, is de 'kenspreuk' waaronder de kamers zich vaak aanmeldden, er aan toegevoegd.

### In België
In de Zuidelijke Nederlanden, hoofdzakelijk het graafschap Vlaanderen, Zuid-Brabant en ook Zuid-Limburg (Prinsbisdom Luik) werden circa 200 rederijkerskamers aangetroffen.
- Aaigem: Leerzuchtige jonckheyt ende beminders der Reden konst
- Aalbeke: Rijmkonst minnende jonckheyd De Nieuwe leerlingen
- Aalst: De Catharinisten (of:Sinte Catharina) (Amor vincit)
- Aalst: Sinte Barbara (of: De Barbaristen)
- Aalst: Ghesellen vander retorike vander stede
- Aalst: Yversugtig
- Aalst: Sint Anna
- Aalter: (naam onbekend)
- Aardenburg: (naam onbekend)
- Aarschot: Het Terwenbloetsel of Het Airschot  (Door jonst en minne)
- Aarschot: De Wijngaardranck
- Aarsele: 't Gebruyck leert
- Aarsele: Eendracht en Vooruitgang
- Aartrijke: (naam onbekend)
- Adinkerke: De Duinenkerels
- Alveringem: Schamel in de Beurs
- Antwerpen: De Violieren (Uut jonsten versaemt)
- Antwerpen: De Damastbloem
- Antwerpen: De Goudbloem (Groyende in deuchden)
- Antwerpen: Het Leliken van Calvarien (In Liefde groeyende)
- Antwerpen: De Olijftak (Ecce gratia)
- Antwerpen: Het Lavenderblomken (Met vierigen liefden)
- Antwerpen - Berchem: De Bloeyende Weyngaerd (Niet sonder God)
- Antwerpen - Borgerhout: De Lauwercrans (Deur Liefde verwonnen)
- Antwerpen - Merksem: De Ridderspoor
- Arendonk: Het Heilig Groeisel
- Asse: De Barbaristen
- Beerst: Ghesellen van Rombelbuerse
- Bevere: Ghesellen van den Droogen Boom
- Bevere: Jonge liefhebbers van Retorica de Goude Coorenbloem
- Bevere: Maetschappy van Rhetorica Rym-const leerlingen
- Beveren (West-Vlaanderen): De Troostlusters (Dien troost elc lust)
- Beveren Leie: (naam onbekend)
- Bilzen: De Veldbloem
- Blankenberge: De Jonghe ghesellen
- Blankenberge: De Rhetorisienen
- Blankenberge: Sinte-Niclaus ghilde
- Borgloon: De Goutblomme
- Brecht: (naam onbekend) ('t Coren bloetsel 's menschen voetsel)
- Brugge: De Heilige Geest (Myn werck is hemelick)
- Brugge: De Weerde Drie Santinnen (Die lijdt verwint)
- Brugge - Sint Michiels: Heilig Kruis of Kunst en Eendracht (Slaet d'oogh op Christi Kruis)
- Brugge - Sint-Michiels: Gezellen van de Heilige Michiel (Verblijdt in den Tydt)
- Brugge: Yver en Broedermin
- Brussel: Den Boeck (Om beters wille)
- Brussel: De Corenbloem (Jeucht sticht Vreucht)
- Brussel: De Lelie
- Brussel: De Goede Hoop
- Brussel: Den Wyngaerd
- Brussel: Het Mariacransken (Minnelijck accoort)
- Brussel: De Violette
- Damme: De Annuntiatie
- Deerlijk: (naam onbekend)
- Deftinge: (naam onbekend)
- Deinze: Met Vreden
- Deinze: De Nazarenen (Doynze om een beter)
- Deinze: (naam onbekend)
- Deinze: De Bloesems
- Deinze: De Tijdverbeiders
- Dendermonde: De Distelbloem (Fraternalis Amor)
- Dendermonde: De Leeuwerik (Spero Lucem)
- Dendermonde: De Roose (Deucht is 't motief)
- Diest: de Christusogen (Doorsien 't al)
- Diest: De Lelie (Reyn Blomme)
- Diksmuide: De Heilige Geest (Mijn werck is sterck)
- Diksmuide: De Croingniers
- Diksmuide: De Medelijders
- Diksmuide: Heden Yet, Morgen niet
- Diksmuide: De Royaards
- Diksmuide: Scherp Duere
- Diksmuide: Van zinnen jong
- Doornik: (naam onbekend)
- Dudzele: Arm in de beurs en van zinnen jong
- Eeklo: Eikels worden Boomen
- Eeklo: (naam onbekend)
- Eke: De Verblijders in het Kruis
- Elversele: De Roode Roos (Onnoosel gesinde)
- Enghien: Sinte Anna (Penser y fault)
- Esen: De Langhewaeghende
- Ettelgem: (naam onbekend)
- Galmaarden: (naam onbekend)
- Geel: De Brembloem (sWinters, tSomers altijdt groen)
- Gent: Koninklijke toneelvereniging In trouw verbond Iverige Jonckheyt
- Gent: De Fonteine (Als tpast bij appetite)
- Gent: Sint Agnete (Elcx begheerte es)
- Gent: Sint Barbele of Barbara (Liefde verwinnet al)
- Gent: Mariën Theeren
- Gent: Jhesus met der Balsemblomme (Doorsiet den grondt)
- Gent: Gentiaan
- Geraardsbergen:  Sint-Pieter Vreugd en Deugd (De geest waait waar hij wil)
- Geraardsbergen: De Thaboristen
- Gistel: De Cranchestiers
- Gullegem: De Lustige Slijters
- Halewijn (Halluin): (naam onbekend)
- Halle: De Lelie
- Handzame: Maria onder 't Cruys
- Hasselt: De Roose (of: De Roode Roos) (Hitte Vercuelt)
- Hasselt: Sint Anna
- Herentals: De Cauwoerden (Schuwt qua woerden)
- Hooglede: Retorica, Vereenigde Minnaers van Redevoeringe (Op d'Hoogde groeyt den Olyfboom)
- Hoogstraeten: De Eglentierkens (Caritas)
- Huise: De Bloeiende Geerde (Ghebloeyt uut Liefden)
- Ieper: Alpha en Omega - De Heilige Geest (Spiritus ubi vult spirat)
- Ieper: Getrouw van Herten
- Ieper: De Achtervroets
- Ieper: De Lichtgeladen
- Ieper: De Groenaerts
- Ieper: De Morianen
- Ieper: De Stanaerts
- Ieper: De Vreugdenaars
- Ieper: Wild van herten
- Izegem: Tael en Kunst
- Izenberge: De Fonteynisten
- Kaprijke: De Berkenisten (Ses al in 't herte)
- Knesselare: Sint Elooi
- Koekelare: Wild van Geest
- Komen: (naam onbekend)
- Kortrijk: De Vredeminnaers
- Kortrijk: De Anthonisten
- Kortrijk: De Barbaristen (Godt voedt veel sotten)
- Kortrijk: De Kruisbroeders (Minlijc van herten duer 't cruuce ons Heeren
- Kruishoutem: De Mastbloem (Hout hem in liefden)
- Ledeberg: De Ghesellen van Sint Lieven
- Leffinge: Altoos doende
- Leupegem: Sint Amandus
- Leuven: De Kersouwe
- Leuven: De Lelie
- Leuven: De Pensée
- Leuven: De Peterseliepoot (Laet ze groeyen)
- Leuven: De Roose (Minne is 't fondament)
- Lichtervelde: De Vreedzaemige Reysers
- Lier: De groeyende Boom
- Lier: De Ongeleerden (Uut jonsten versaemt)
- Lissewege: (naam onbekend)
- Lo: De Royaerts (Ick verrycke de Rooyen)
- Lo: De Groenaerts
- Lo: Jong van zinnen
- Lo: Uit Genoegte
- Lo: De Zorgelozen
- Lokeren: De Bloeiende Wijngaardrank
- Mannekensvere: Van herten rein
- Marke: (naam onbekend)
- Mechelen: De Peoene (In pricipio erat Verbum)
- Mechelen: De Boonbloem
- Mechelen: De geraapte loeten
- Mechelen: De Lisbloem (Minne verwint)
- Menen: De Barbaristen (Wij Hoppen Bruers)
- Menen: De Lichtgeladen
- Menen: De Vroeden
- Mesen: Notre-Dame-aux-Besoins
- Mesen, (naam onbekend) (Hoe ik labeure, met pijnen deure)
- Meulebeke: (naam onbekend)
- Middelburg: (naam onbekend)
- Moere: (naam onbekend)
- Mol: De Lindenbloem
- Moorslede: (naam onbekend)
- Nieuwkerke: Blijde van Zinnen
- Nieuwmunster: (naam onbekend)
- Ninove: De Plomblom (Al vloeijende groeijende)
- Ninove: Goedwillig in 't herte
- Nieuwkerken Waas: De Vlasbloem
- Nieuwpoort: De Doornenkroon (Lijden verwint)
- Nieuwpoort: De Doornenkroon (Van vroescepen dinne)
- Onkerzele: (naam onbekend)
- Oostduinkerke: Art van bestiere
- Oostende: Rhetorica (Wat ryp wat groen, komt wysheyd voën)
- Oostende: Spade geleerd
- Oostkamp: (naam onbekend)
- Oostkerke: (naam onbekend)
- Oostvleteren: De Lichtbekeerde Magdalenisten (Voor God die geëerde blomme)
- Ophasselt: (naam onbekend)
- Oudenaarde: De Kersouwe of De Kersouwieren (Jonst zoekt konst)
- Oudenaarde (naam onbekend) (Wy open mettertyt)
- Oudenaarde: De Rhetorike van den Heylighen Gheest (Pax Vobis)
- Oudenaarde: De Jonge Retoricke
- Oudenburg: De Heilige Geest
- Poperinge: Langhoirs Victorinen (Victores reddit spiritus)
- Poperinge: Emisit Spiritum
- Poperinge: De onverzadigden
- Poperinge: De lichtgelden Kruisbroeders
- Poperinge: Reine Cranckbestier
- Poperinge: De Rooische Barbaristen
- Ramskapelle: (naam onbekend)
- Reninge: Rein van Herten
- Roeselare: De Zebaer Herten (Sicut lilium inter spinas)
- Ronse: Laus Deo
- Ronse: De Wijngaardeniers (Naer aerbeyt compt ruste)
- Ruiselede: (naam onbekend)
- Rumbeke: De Rooze
- Rupelmonde: De Genoffelblomme (Dat groeydt, wat schaeyt, toch dat bloydt)
- Sint-Denijs-Westrem: De Loofblomme
- Sint Jacobs Kapelle: Achtervroet
- Sint-Niklaas: de Goudbloem (Simpel van Sinne)
- Sint-Pieters-Kapelle: (naam onbekend)
- Sint-Truiden: De Akoley
- Sint-Truiden: De Olijftak
- Sint-Truiden: De Rozenkrans
- Slijpe: (naam onbekend)
- Staden: De Onnozelen
- Stekene (naam onbekend)
- Temse: De Wijngaertrancke
- Tielt: Het Roosje gebloeyt in 't wilde
- Tielt: Besproeit dat bloeit
- Tielt: Sint-Jan Baptist
- Tienen: De Corenbloem
- Tienen: De Fonteine (Filivs mevs dilectvs, fons gratia vite et misericordie)
- Tongeren: De Witte Lelie (Reijn Lijlijie onbesmet)
- Torhout: Kamer van Rhetorica, (Door Geest en Arbeid)
- Turnhout: De Heibloem (Wii Heybloemkens bieen vrvcht met bliiscapen)
- Uitkerke: (naam onbekend)
- Veurne: Arm in de Beurs (Arm in de Burs, van Zinnen jong)
- Veurne: Van zinnen jonge
- Vilvoorde: De Goubloem (In Liefden Groeyende)
- Voormezeele: De gepijnden in 't herte
- Waasten: de Avonturiers:
- Waasmunster: De Corenbloem
- Wakken: De Lelie
- Watou: (naam onbekend)
- Werken: (naam onbekend)
- Wervik: De Drogaards
- Zarlardinge: (naam onbekend)
- Zevekote: Spade bedocht
- Zottegem: Rhetorijck van Sotteghem
- Zottegem: (naam onbekend)
- Zoutleeuw: De lelikens uut ten Dale (Ionst voer Const)

### In Frankrijk
In Frans-Vlaanderen, onder het ancien regime grotendeels behorende tot het Brugse Vrije, werden 20 rederijkerskamers gevonden.
- Belle: De Gheltshende
- Belle: De Spaderijke
- Belle: Jong van Herten
- Duinkerken: De Gezellen van de Heilige Michiel (Verblijdt in den Tijdt)
- Duinkerken: Sint Elooi
- Eke (Eecke): (naam onbekend)
- Ekelsbeke (Esquelbecq): Heylighe Gheest
- Hazebroek: Sint Anna
- Hondschoote: De Persetreders
- Kaaster: De Fresieren
- Kassel: (naam onbekend)
- Kwaadieper: (naam onbekend)
- Rubroek: Het Sacrament
- Steenvoorde: De Ontsluiters van Vreugde
- Steenwerk: De Ongeleerden
- Sint-Winoksbergen: De Baptisten
- Sint-Winoksbergen: De Royaerts
- Sint-Winoksbergen: Wild van zinnen
- Vleteren: De Tijdverwachters
- Wormhout: De Communicanten (Den gheest maakt levende)

### In Nederland
In de Nederlandse Provincies, vanaf 1815 het Koninkrijk der Nederlanden of Nederland, werden circa 200 rederijkerskamers teruggevonden.
- Aardenburg: (naam onbekend)
- Alkmaar: De Laurier (In jeught groeyende)
- Amersfoort: Sint Hieronymus (Uyt 't wilt bloeyende)
- Amsterdam: De Eglantier (In Liefde Bloeyende)
- Amsterdam: Achilles
- Amsterdam: Het Wit Lavendel (Uyt levender jonst)
- Amsterdam: De Vergulden Byekorf (ook: Bloeyende Eglantier - Amsterdamsche Kamer - Academie) (Door Yver in liefde bloeyende)
- Amsterdam: Nederduytsche Academie
- Amsterdam: (naam onbekend)
- Arnemuiden: De Aerentgens (of: De Plompkens) (Plomp van verstand - Niet sonder vrucht)
- Arnhem: (naam onbekend)
- Asperen: (naam onbekend)
- Axel: Sint-Ontcommere
- Axel: Het Sacrament
- Benthuizen: Het Huisloocbloemken (Liever verhuizen)
- Bergen-op-Zoom: De Vreugdebloem (Liefde maakt Eendragt)
- Berkel: De Berkelboom (of: De Berkelbloem) (Nooyt schoonder star)
- Beverwijk: De Witte Lely (Wij wijcken toorn)
- Bleiswijk: De dubbele geele Hofbloem (Wijckt ontrouw)
- Bodegraven: H.K. Poot
- Bolsward:(naam onbekend)
- Breda: Het Vreugdendal (Wy vaten genucht)
- Breda: De Oranjeboom (Uut rechter liefden)
- Breda: De Jonge Distelbloem
- Brielle (naam onbekend)
- Brielle: De Vreuchdenbloem
- Brouwershaven: De Roode Lelie (Versaemt uut jonsten)
- Delden: Hooft
- Delft: (naam onbekend)
- Delft: De Rapenbloem (Wij rapen geneucht)
- De Lier: De Hofbloemkens (Volbrengt Liefde)
- Den Haag: De Korenbloem (Met genuchten")
- Den Haag: De Groene Laurierspruit - De Jonge Batavieren (Laet vaeren droefheit - Jeught neemt aen)
- De Rijp: De Witte Roose (Uyt Liefde beghonnen)
- Deventer: (naam onbekend)
- Dirksland (naam onbekend)
- Domburg: De Domme Burgers (Bi mate Lief)
- Dordrecht: De Fonteyne (Reyn Ghenuecht)
- Dreischor: (naam onbekend)
- Edam: (naam onbekend)
- Enkhuizen: De Acolyen
- Geertruidenberg: (naam onbekend)
- Geervliet: Den Dorren Boom (t Jolijt van den dooren)
- Goedereede: Het Nagelbloemken (In deuchden versaemt)
- Goes: De Nardusbloem
- Gouda: De Goudsblomme
- Goes: De edele Castanienbloem
- Goes: De Clisblomme
- Gorinchem: Het Segelbloemken (Vernieuwt uut Liefde)
- Gouda: De Goudsbloem
- Gouda: De geele Fioletten (Wij beminnen const)
- 's Gravenpolder: De Fiolieren (Met deucht verwinnende)
- 's Gravenzande: De Gheele Fioled (Sonder bedroefde herten)
- Groningen: Tollens
- Grootebroek: (naam onbekend)
- Haamstede: (naam onbekend)
- Haarlem: De Witte Angieren (In liefde getrou)
- Haarlem: De Wijngaerdrancken (Lyeft boven al)
- Haarlem: De Pellicanisten (of: Trouw moet blijken - Het Kyndeke Jesus in die Wijndruijven - De Pellicaen - Speelcooren (Trou moet Blycken)
- Haastrecht: Het Galisbloemken (Uut Liefde versocht)
- Haastrecht: De Balsembloem (In vrede vructbaar)
- Harlingen (naam onbekend)
- Hasselt (Overijssel): (naam onbekend)
- Hazerswoude-Dorp: De Meybloem (Met Liefde volbragt)
- Hazerswoude-Dorp: De Hanselieren (Aensiet Gods cracht)
- Helmond: De Vlasbloem (In schoonheyd bloeyende)
- Heenvliet (naam onbekend)
- 's Hertogenbosch : Sint Agatha
- 's Hertogenbosch: De Passiebloem (In jeuchden bloyende)
- 's Hertogenbosch: De Catharinisten (Wilt trou oorboren)
- 's Hertogenbosch:De Barbaristen (Ieucht maackt vreucht - Hout Eenigheyt en Vrede))
- Heukelum: (naam onbekend)
- Heusden: (naam onbekend)
- Hoogezand: Tollens
- Hoorn: De Roode Angieren (Wilt hooren 't woord)
- Hulst: De Pelikaan
- Kampen: (naam onbekend)
- Kapelle: (naam onbekend) (In Gods name)
- Katwijk aan Zee: De Kempenbloem (In liefden accoort)
- Katwijk aan den Rijn: De Corenaren (In Liefde vierich - Liefde moet blijcken)
- Kethel: De Sonnebloem (Nooyt meerder vreucht)
- Kloetinge: (naam onbekend)
- Leerdam: (naam onbekend)
- Leeuwarden: (naam onbekend)
- Leiden: De Witte Rose (ook:den Doornen - De Palmboom - De Samaritaen onder den Palmboom) (In liefde Werckende - Liefde onder tcruys)
- Leiden: (naam onbekend)
- Leiden: De Witte Ackoleyen (Liefde ist fondament)
- Leiden: De Roode Acoleykens (Wij Leiden lieft)
- Leiderdorp: De Patientie-bloem (Liefde blijft zonder endt
- Loosduinen: De Groene Oranjespruit (Door duinen bevrijdt)
- Maasland: De Olyvenboom (t Spruyt uut liefde)
- Maassluis: De Mosterdbloem (t Hangt aan Gods Zege)
- Maastricht: De Wijngaardranck
- Maastricht: Sint Enimie
- Maastricht: Onze Lieve Vrouw en de heilige Driekoningen
- Maastricht: De Jonge Goudbloem
- Markelo: Bilderdijk
- Medemblik: (naam onbekend)
- Middelburg: De Veldelingen
- Middelburg: Het Bloemken Jesse (In minnen groeyende)
- Middelharnis: (naam onbekend)
- Monnickendam: (naam onbekend)
- Monster: De Blauwe Wyngaerdrancken (Lijden verwint - Smaekt 's druyfs soetheyt)
- Muiden: (naam onbekend)
- Naaldwijk: De Jerichoos Roos (t Schiet uut Liefde)
- Naarden: (naam onbekend)
- Nieuwenhoorn: De Violieren (t Sprut uut joncheit)
- Nieuwerkerk: De Blauwe Acoleyen (In minnen groeyende)
- Nieuwpoort: Het Wilde Heybloemken (Ghebloeyd in wilde)
- Nieuwveen: De Veenbloem (Door Yver in liefde bloeyende)
- Nisse: (naam onbekend)
- Noordwelle: 'naam onbekend)
- Noordwijk: De Lelijkens onder de Doornen (Uyt Liefde Bestaen - Haet is quaet)
- Noordwijk: (naam onbekend)
- Nootdorp: Het Mastbloemken (Liefde verwint)
- Oegstgeest: De Oogentroostblom (Oegstgeests' vreucht)
- Ooltgensplaat: Het Polderblomken (t Is zonder arch)
- Oosterland: (naam onbekend)
- Oudenbosch: De Roos van Jericho (Uut Liefde vergaert)
- Ouden Hoorn (naam onbekend)
- Oude Tonge (naam onbekend)
- Oudewater: De Waterbloem
- Oud Vossemeer: De drie Koornairen (t Coren bloeyt)
- Ouwerkerk: De Terwengreijnkens (Plomp van sinne)
- Overschie: De negen roode roozenknoppen (t Schiet uyt vreucht)
- Pijnacker: De Peyeunie (Uut Liefde gepijnt)
- Poeldijk: De Terwebloem (Door Liefde bloeyende)
- Poortvliet: (naam onbekend) (Nec spe nec metu)
- Poortvliet (naam onbekend) (Uyt rechter minnen)
- Purmerend: (naam onbekend)
- Reijmerswaal: De Die Korenbloemkens (In minnen versaemt)
- Renesse: (naam onbekend)
- Rijnsburg: De Roode Angieren (t Woort is crachtig)
- Rijswijk : De Willighe Rijsen (Wy rijsen gheneucht)
- Roosendael: De Witte Roos
- Rotterdam: De Blauwe Acoleyen (Met minnen versaemt)
- Scherpenisse: (naam onbekend)
- Scheveningen: (Laet vaeren droefheyt - Wij visschen geneucht)
- Schiedam: De Vygheboom (t Soet Vergaeren)
- Schiedam: De Roo Roosen (Aensiet de Jonckheyt)
- Schoonhoven: De Penseblom (Wij peinzen deucht)
- Sexbierum: Ons Genoegen
- Sint Annaland (Naam onbekend) (Altyt bet groeyende)
- Sint Maartensdijk: (naam onbekend)
- Sluis: De Distelbloem
- Sommelsdijk: Van der Bloemen (Hoe langer hoe liever - Met herten minnende)
- Ter Heijde: De Blauwe Lavendelbloem (Uyt Lyeft gerezen)
- Tholen: Den Blauwer Schuten
- Utrecht: (naam onbekend)
- Utrecht: De Violetten
- Utrecht: Het Rosemarijnbloemken (Uyt rechte Liefde)
- Utrecht: Jan van Beers (Steeds beter)
- Valkenburg: In Vriendschap bloeiende
- Veere: De Witte Lely (In reynder jonsten groeijende)
- Veere: De Blauwe Acoleye
- Vianen: (naam onbekend)
- Vlaardingen: Den Aeckerboom (Aensiet Liefde)
- Vlissingen: De Blaue Acoleye (De gheest onderzoecket al)
- Voorburg: Jezus' Oogen (Niets verborgen voor Jezus' oogen)
- Voorschoten: De Witte Fyolen (Met liefde eendrachtig)
- Waarde: (naam onbekend)
- Warmond: Het Roode Madeliefje (In Liefde verwarmt)
- Wassenaar: De Witte Roosen (In Liefde wast)
- Wateringen: De Geele Meerbloem (Door 't water leeven)
- Weesp: (naam onbekend)
- Wissenkerke: (naam onbekend)
- Woerden: De Cawoerden
- Wolphaertsdijk: (naam onbekend)
- Zaamslag: (naam onbekend)
- Zandvoort: De Wilde Appelboom (Aensiet de kintsheit)
- Zegwaart: De Seghblom (Slecht Waerheyt)
- Zevenbergen: De Wijngaerdranck (Versoent uyt Liefde)
- Zevenhuizen: De Narcissenbloem
- Zierikzee: De Laurieren
- Zierikzee: De Eglantieren
- Zierikzee: De Distelbloem
- Zoetermeer: De Witte Meerbloem: (Met soetigheyt meer)
- Zoetermeer: (naam onbekend)
- Zuidland: (naam onbekend)
- Zwartewaal: De Nardus Bloeme (Tot vreucht geresen)
- Zwolle: Aurora
- Zwolle: Koninklijke Rederijkerskamer